# Porte-de-Benauge
Porte-de-Benauge é uma comuna francesa na região administrativa da Nova Aquitânia, no departamento da Gironda. Estende-se por uma área de 16.74 km². Em 2010 a comuna tinha 505 habitantes (densidade: 30,2 hab./km²).
Foi criada em 1 de janeiro de 2019, a partir da fusão das antigas comunas de Arbis (sede da comuna) e Cantois.